# Friidrott vid Samväldesspelen 2006
Friidrotten vid samväldesspelen 2006, med undantag för gång och maraton, hölls vid Melbourne Cricket Ground

## Medaljer efter gren
Herrar: 100 m | 100 m handikappade | 110 m häck | 200 m | 200 m handikappade | 400 m | 400 m häck | 800 m | 1 500 m | 3 000 m hinder | 5 000 m | 10 000 m | 4 x 100 m stafett | 4 x 400 m stafett | maraton | 20 km gång | 50 km gång | höjd | stavhopp | längdhopp | tresteg | kula | diskus | sittande diskus handikappade | slägga | Spjut | tiokamp
Damer: 100 m | 100 m handikappade | 100 m häck | 200 m | 400 m | 400 m häck | 800 m | 800 m handikappade | 1500 m | 3 000 m hinder | 5000 m | 10 000 m | 4 x 100 m stafett | 4 x 400 m stafett | maraton | 20 km gång | höjd | stavhopp | längdhopp | tresteg | kula | sittande kula handikappade | diskus | slägga | Spjut | sjukamp

### Friidrott Medaljliga
| Plats | Land:               | Guld | Silver | Brons | Total: |
| 1     | Australien          | 16   | 12     | 13    | 41     |
| 2     | Jamaica             | 10   | 4      | 8     | 22     |
| 3     | Kenya               | 6    | 5      | 4     | 15     |
| 4     | England             | 6    | 4      | 8     | 18     |
| 5     | Sydafrika           | 5    | 7      | 2     | 14     |
| 6     | Kanada              | 2    | 7      | 4     | 13     |
| 7     | Nigeria             | 2    | 4      | 3     | 9      |
| 8     | Nya Zeeland         | 2    | 1      | 1     | 4      |
| 9     | Uganda              | 2    | 0      | 0     | 2      |
| 10    | Ghana               | 1    | 0      | 0     | 1      |
| 10    | Tanzania            | 1    | 0      | 0     | 1      |
| 12    | Indien              | 0    | 2      | 1     | 3      |
| 13    | Bahamas             | 0    | 2      | 0     | 2      |
| 14    | Wales               | 0    | 1      | 2     | 3      |
| 15    | Skottland           | 0    | 1      | 1     | 2      |
| 16    | Botswana            | 0    | 1      | 0     | 1      |
| 16    | Grenada             | 0    | 1      | 0     | 1      |
| 16    | Mauritius           | 0    | 1      | 0     | 1      |
| 19    | Trinidad och Tobago | 0    | 0      | 2     | 2      |
| 20    | Kamerun             | 0    | 0      | 1     | 1      |
| 20    | Cypern              | 0    | 0      | 1     | 1      |
| 20    | Moçambique          | 0    | 0      | 1     | 1      |
| 20    | Seychellerna        | 0    | 0      | 1     | 1      |
|       |                     | 53   | 53     | 54    | 160    |

#### 100 m herrar
| Plats  | Friidrottare                      | Tid   |
| Guld   | Asafa Powell ( Jamaica)           | 10.03 |
| Silver | Olusoji Fasuba ( Nigeria)         | 10.11 |
| Brons  | Marc Burns ( Trinidad och Tobago) | 10.17 |

#### 100 m herrar handikappade
| Plats  | Friidrottare                    | Results |
| Guld   | Adekunle Adesoji ( Nigeria)     | 11.07   |
| Silver | Hilton Langenhoven ( Sydafrika) | 11.22   |
| Brons  | Etinosa Eriyo ( Nigeria)        | 11.43   |

#### 100 m damer
| Plats  | Friidrottare                  | Tid   |
| Guld   | Sheri-Ann Brooks ( Jamaica)   | 11.19 |
| Silver | Geraldine Pillay ( Sydafrika) | 11.31 |
| Brons  | Delphine Atangana ( Kamerun)  | 11.39 |

#### 100 m damer handikappade
| Plats  | Friidrottare                     | Results |
| Guld   | Elizabeth McIntosh ( Australien) | 14.38   |
| Silver | Katrina Webb ( Australien)       | 14.51   |
| Brons  | Beverley Jones ( Wales)          | 14.81   |

#### 110mhäckherrar
| Plats  | Friidrottare               | Tid   |
| Guld   | Maurice Wignall ( Jamaica) | 13.26 |
| Silver | Chris Baillie ( Skottland) | 13.61 |
| Brons  | Andy Turner ( England)     | 13.62 |

#### 100mhäckdamer
| Plats  | Friidrottare                      | Tid   |
| Guld   | Brigitte Foster-Hylton ( Jamaica) | 12.75 |
| Silver | Angela Whyte ( Kanada)            | 12.94 |
| Brons  | Lacena Gulding-Clarke ( Jamaica)  | 13.00 |

#### 200 m herrar
| Plats  | Friidrottare                    | Tid   |
| Guld   | Omar Brown ( Jamaica)           | 20.47 |
| Silver | Stéphane Buckland ( Mauritius)  | 20.47 |
| Brons  | Christopher Williams ( Jamaica) | 20.52 |

#### 200 m herrar handikappade T46
| Plats  | Friidrottare                | Result |
| Guld   | Francis Heath ( Australien) | 22.96  |
| Silver | David Roos ( Sydafrika)     | 23.12  |
| Brons  | Vitalis Lanshima ( Nigeria) | 23.16  |

#### 200 m damer
| Plats  | Friidrottare                  | Tid   |
| Guld   | Sherone Simpson ( Jamaica)    | 22.59 |
| Silver | Veronica Campbell ( Jamaica)  | 22.72 |
| Brons  | Geraldine Pillay ( Sydafrika) | 22.92 |

#### 400 m herrar
| Plats  | Friidrottare                  | Tid   |
| Guld   | John Steffensen ( Australien) | 44.73 |
| Silver | Alleyne Francique ( Grenada)  | 45.09 |
| Brons  | Jermaine Gonzales ( Jamaica)  | 45.16 |

#### 400 m damer
| Plats  | Friidrottare                        | Tid   |
| Guld   | Christine Ohuruogu ( England)       | 50.28 |
| Silver | Tonique Williams-Darling ( Bahamas) | 50.76 |
| Brons  | Novlene Williams ( Jamaica)         | 51.12 |

#### 400 m häck herrar
| Plats  | Friidrottare               | Tid   |
| Guld   | L.J. van Zyl ( Sydafrika)  | 48.05 |
| Silver | Alwyn Myburgh ( Sydafrika) | 48.23 |
| Brons  | Kemel Thompson ( Jamaica)  | 48.65 |

#### 400 m häck damer
| Plats  | Friidrottare                     | Tid   |
| Guld   | Jana Pittman ( Australien)       | 53.82 |
| Silver | Natasha Danvers Smith ( England) | 55.17 |
| Brons  | Lee McConnell ( Skottland)       | 55.25 |

#### 800 m herrar
| Plats  | Friidrottare                   | Tid     |
| Guld   | Alex Kipchirchir Rono ( Kenya) | 1:45.88 |
| Silver | Achraf Tadili ( Kanada)        | 1:46.93 |
| Brons  | John Litei Nkamasiai ( Kenya)  | 1:46.98 |

#### 800 m damer
| Plats  | Friidrottare               | Tid     |
| Guld   | Janeth Jepkosgei ( Kenya)  | 1:57.88 |
| Silver | Kenia Sinclair ( Jamaica)  | 1:58.16 |
| Brons  | Maria Mutola ( Moçambique) | 1:58.77 |

#### 800 m damer handikappade
| Plats  | Friidrottare                  | Tid     |
| Guld   | Chantal Petitclerc ( Kanada)  | 1:48.98 |
| Silver | Eliza Stankovic ( Australien) | 1:49.62 |
| Brons  | Diane Roy ( Kanada)           | 1:53.76 |

#### 1 500 m herrar
| Plats  | Friidrottare                   | Tid     |
| Guld   | Nicholas Willis ( Nya Zeeland) | 3:38.49 |
| Silver | Nathan Brannen ( Kanada)       | 3:39.20 |
| Brons  | Mark Fountain ( Australien)    | 3:39.33 |

#### 1 500 m damer
| Plats  | Friidrottare                 | Tid     |
| Guld   | Lisa Dobriskey ( England)    | 4:06.21 |
| Silver | Sarah Jamieson ( Australien) | 4:06.64 |
| Brons  | Hayley Tullett ( Wales)      | 4:06.76 |

#### 3 000 m hinder herrar
| Plats  | Friidrottare                    | Tid     |
| Guld   | Ezekiel Kemboi Yano ( Kenya)    | 8:18.17 |
| Silver | Wesley Kiprotich Koech ( Kenya) | 8:19.38 |
| Brons  | Reuben Kosgei Seroney ( Kenya)  | 8:19.82 |

#### 3 000 m hinder damer
| Plats  | Friidrottare                   | Tid     |
| Guld   | Dorcus Inzikuru ( Uganda)      | 9:19.51 |
| Silver | Melissa Rollison ( Australien) | 9:24.29 |
| Brons  | Donna McFarlane ( Australien)  | 9:25.05 |

#### 5 000 m herrar
| Plats  | Friidrottare                | Tid      |
| Guld   | Augustine Choge ( Kenya)    | 12:56.41 |
| Silver | Craig Mottram ( Australien) | 12:58.19 |
| Brons  | Benjamin Limo ( Kenya)      | 13:05.30 |

#### 5 000 m damer
| Plats  | Friidrottare               | Tid      |
| Guld   | Isabella Ochichi ( Kenya)  | 14:57.84 |
| Silver | Joanne Pavey ( England)    | 14:59.08 |
| Brons  | Lucy Wangui Kabuu ( Kenya) | 15:00.20 |

#### 10 000 m herrar
| Plats  | Friidrottare                        | Tid      |
| Guld   | Boniface Kiprop Toroitich ( Uganda) | 27:50.99 |
| Silver | Geoffrey Kipngeno ( Kenya)          | 27:51.16 |
| Brons  | Fabian Joseph Naasi ( Tanzania)     | 27:51.99 |

#### 10 000 m damer
| Plats  | Friidrottare                   | Tid      |
| Guld   | Lucy Kabuu ( Kenya)            | 31:29.66 |
| Silver | Evelyne Wambui Nganga ( Kenya) | 31:30.86 |
| Brons  | Mara Yamauchi ( England)       | 31:49.40 |

#### 4 x 100 m stafett herrar
| Plats  | Friidrottare                                                        | Tid   |
| Guld   | Jamaica Michael Frater Ainsley Waugh Chris Williams Asafa Powell    | 38.36 |
| Silver | Sydafrika Lee-Roy Newton Leigh Julius Snyman Prinsloo Sherwin Vries | 38.98 |
| Brons  | Kanada Charles Allen Anson Henry Nathan Taylor Emanuel Parris       | 39.21 |

#### 4 x 100 m stafett damer
| Plats  | Friidrottare                                                                  | Tid   |
| Guld   | Jamaica Danielle Browning Sheri-Ann Brooks Peta Dowdie Sherone Simpson        | 43.10 |
| Silver | England Nwanyika Onuora Kimberly Wall Laura Turner Emma Ania                  | 43.43 |
| Brons  | Australien Sally McLellan Melanie Kleeberg Lauren Hewitt Crystal Attenborough | 44.25 |

#### 4 x 400 m stafett herrar
| Plats  | Friidrottare                                                            | Tid     |
| Guld   | Australien John Steffensen Christopher Troode Mark Ormrod Clinton Hill  | 3:00.93 |
| Silver | Sydafrika Jan van der Merwe Ignitius Mogawane Paul Gorries L.J. van Zyl | 3:01.84 |
| Brons  | Jamaica Lansford Davies Davian Clarke Lansford Spence Jermaine Gonzales | 3:01.94 |

#### 4 x 400 m stafett damer
| Plats  | Friidrottare                                                         | Tid     |
| Guld   | Australien Jana Pittman Caitlin Willis Tamsyn Lewis Rosemary Hayward | 3:28.66 |
| Silver | Indien Rajwinder Kaur Chitra Soman Manjit Kaur Pinki Parmanik        | 3:29.57 |
| Brons  | Nigeria Kudirat Akhigbe Joy Eze Folashade Abugan Christiana Epukhon  | 3:31.83 |

#### Maraton herrar
| Plats  | Friidrottare                        | Tid     |
| Guld   | Samson Ramadhani Nyonyi ( Tanzania) | 2:11:29 |
| Silver | Fred Mogaka Tumbo ( Kenya)          | 2:12:03 |
| Brons  | Daniel Robinson ( England)          | 2:14:50 |

#### Maraton damer
| Plats  | Friidrottare                  | Tid     |
| Guld   | Kerryn McCann ( Australien)   | 2:30:54 |
| Silver | Helen Cherono Koskei ( Kenya) | 2:30:56 |
| Brons  | Elizabeth Yelling ( England)  | 2:32:19 |

#### 20 km gång herrar
| Plats  | Friidrottare                | Tid     |
| Guld   | Nathan Deakes ( Australien) | 1:19:55 |
| Silver | Luke Adams ( Australien)    | 1:21:38 |
| Brons  | Jared Tallent ( Australien) | 1:23:32 |

#### 20 km gång damer
| Plats  | Friidrottare                  | Tid     |
| Guld   | Jane Saville ( Australien)    | 1:32:46 |
| Silver | Natalie Saville ( Australien) | 1:33:33 |
| Brons  | Cheryl Webb ( Australien)     | 1:36:03 |

#### 50 km gång herrar
| Plats  | Friidrottare                       | Tid     |
| Guld   | Nathan Deakes ( Australien)        | 3:42.53 |
| Silver | Tony Sargisson ( Nya Zeeland)      | 3:58.05 |
| Brons  | Christopher Erickson ( Australien) | 3:58.22 |

#### höjdhoppherrar
| Plats  | Friidrottare               | Height |
| Guld   | Mark Boswell ( Kanada)     | 2,26m  |
| Silver | Martyn Bernard ( England)  | 2,26m  |
| Brons  | Kyriakos Ioannou ( Cypern) | 2,23m  |

#### Höjdhopp damer
| Plats  | Friidrottare             | Height |
| Guld   | Anika Smith ( Sydafrika) | 1,91m  |
| Silver | Julie Crane ( Wales)     | 1,88m  |
| Brons  | Karen Beautle ( Jamaica) | 1,83m  |

#### stavhoppherrar
| Plats  | Friidrottare                | Height |
| Guld   | Steven Hooker ( Australien) | 5,80m  |
| Silver | Dmitri Markov ( Australien) | 5,60m  |
| Brons  | Steven Lewis ( England)     | 5,50m  |

#### Stavhopp damer
| Plats  | Friidrottare                     | Height |
| Guld   | Kym Howe ( Australien)           | 4,62m  |
| Silver | Tatiana Grigorieva ( Australien) | 4,35m  |
| Brons  | Stephanie McCann ( Kanada)       | 4,25m  |

#### längdhoppherrar
| Plats  | Friidrottare                   | Distance |
| Guld   | Ignisious Gaisah ( Ghana)      | 8,20m    |
| Silver | Gable Garenamotse ( Botswana)  | 8,17m    |
| Brons  | Fabrice Lapierre ( Australien) | 8,10m    |

#### Längdhopp damer
| Plats  | Friidrottare                   | Distance |
| Guld   | Bronwyn Thompson ( Australien) | 6,97m    |
| Silver | Kerrie Taurima ( Australien)   | 6,57m    |
| Brons  | Celine Laporte ( Seychellerna) | 6,57m    |

#### trestegherrar
| Plats  | Friidrottare                | Distance |
| Guld   | Phillips Idowu ( England)   | 17,45m   |
| Silver | Khotso Mokoena ( Sydafrika) | 16,95m   |
| Brons  | Alwyn Jones ( Australien)   | 16,75m   |

#### Tresteg damer
| Plats  | Friidrottare              | Distance |
| Guld   | Trecia Smith ( Jamaica)   | 14,39m   |
| Silver | Otonye Iworima ( Nigeria) | 13,53m   |
| Brons  | Nadia Williams ( England) | 13,42m   |

#### kulstötningherrar
| Plats  | Friidrottare                | Distance |
| Guld   | Janus Robberts ( Sydafrika) | 19,76m   |
| Silver | Dorian Scott ( Jamaica)     | 19,75m   |
| Brons  | Scott Martin ( Australien)  | 19,48m   |

#### kulstötningdamer
| Plats  | Friidrottare                                 | Distance |
| Guld   | Valerie Vili ( Nya Zeeland)                  | 19,66m   |
| Silver | Vivian Chukwuemeka ( Nigeria)                | 18,75m   |
| Brons  | Cleopatra Borel-Brown ( Trinidad och Tobago) | 17,54m   |

#### diskusherrar
| Plats  | Friidrottare               | Distance |
| Guld   | Scott Martin ( Australien) | 63,48m   |
| Silver | Jason Tunks ( Kanada)      | 63,07m   |
| Brons  | Dariusz Slowick ( Kanada)  | 61,49m   |

#### Diskus damer
| Guld:   | Elizna Naude ( Sydafrika) | 61,55 m |
| Silver: | Seema Antil ( Indien)     | 60,56 m |
| Brons:  | Dani Samuels ( Australien | 59,44 m |

#### släggaherrar
| Guld:   | Stuart Rendell ( Australien)   | 77,53 m |
| Silver: | James Steacy ( Kanada)         | 74,75 m |
| Brons:  | Christiaan Harmse ( Sydafrika) | 73,81 m |

#### Slägga damer
| Guld:   | Brooke Krueger ( Australien) | 67,90 m |
| Silver: | Jennifer Joyce ( Kanada)     | 67,29 m |
| Brons:  | Lorraine Shaw ( England)     | 66,00 m |

#### Spjutherrar
| Guld:   | Nicholas Nieland ( England)         | 80,10 m |
| Silver: | William Hamlyn Harris ( Australien) | 79,89 m |
| Brons:  | Oliver Dziubak ( Australien)        | 79,89 m |

#### Spjut damer
| Guld:   | Sunette Viljoen ( Sydafrika) | 60,72 m |
| Silver: | Laverne Eve ( Bahamas)       | 60,54 m |
| Brons:  | Olivia McKoy ( Jamaica)      | 58,27 m |

#### Sjukampdamer
| Plats  | Friidrottare                | Poäng |
| Guld   | Kelly Sotherton ( England)  | 6396  |
| Silver | Kylie Wheeler ( Australien) | 6298  |
| Brons  | Jessica Ennis ( England)    | 6269  |

#### Tiokampherrar
| Plats  | Friidrottare               | Poäng |
| Guld   | Dean Macey ( England)      | 8143  |
| Silver | Maurice Smith ( Jamaica)   | 8074  |
| Brons  | Jason Dudley ( Australien) | 8001  |